# The West Wing – Im Zentrum der Macht/Staffel 3
Die dritte Staffel der Fernsehserie The West Wing – Im Zentrum der Macht wurde erstmals zwischen Oktober 2001 und Mai 2002 ausgestrahlt. In Deutschland und Österreich startete die Erstausstrahlung im März 2009 auf dem Pay-TV-Sender FOX.

## Handlung
Die dritte Staffel umfasst den Zeitraum zwischen der Mitte des dritten und der Mitte des vierten Jahres. Sie beginnt mit der Ankündigung Bartlets, erneut für das Amt des Präsidenten kandidieren zu wollen. Später geht es um den Wahlkampf, die Ermittlungen des Kongresses gegen Bartlet wegen Wahlbetrugs, eine Morddrohung gegen die Pressesprecherin C.J. und die daraus resultierende Beziehung zu einem zu ihrem Schutz eingesetzten Agenten des Secret Service. Weiterhin plant der Verteidigungsminister des fiktiven Staates Qumar einen Terroranschlag gegen die Vereinigten Staaten. Das Staffelfinale klärt einige dieser Handlungsstränge. Unter anderem fällt der Verteidigungsminister von Qumar einer von Präsident Bartlet befohlenen Tötung zum Opfer.

## Besetzung

### Hauptbesetzung

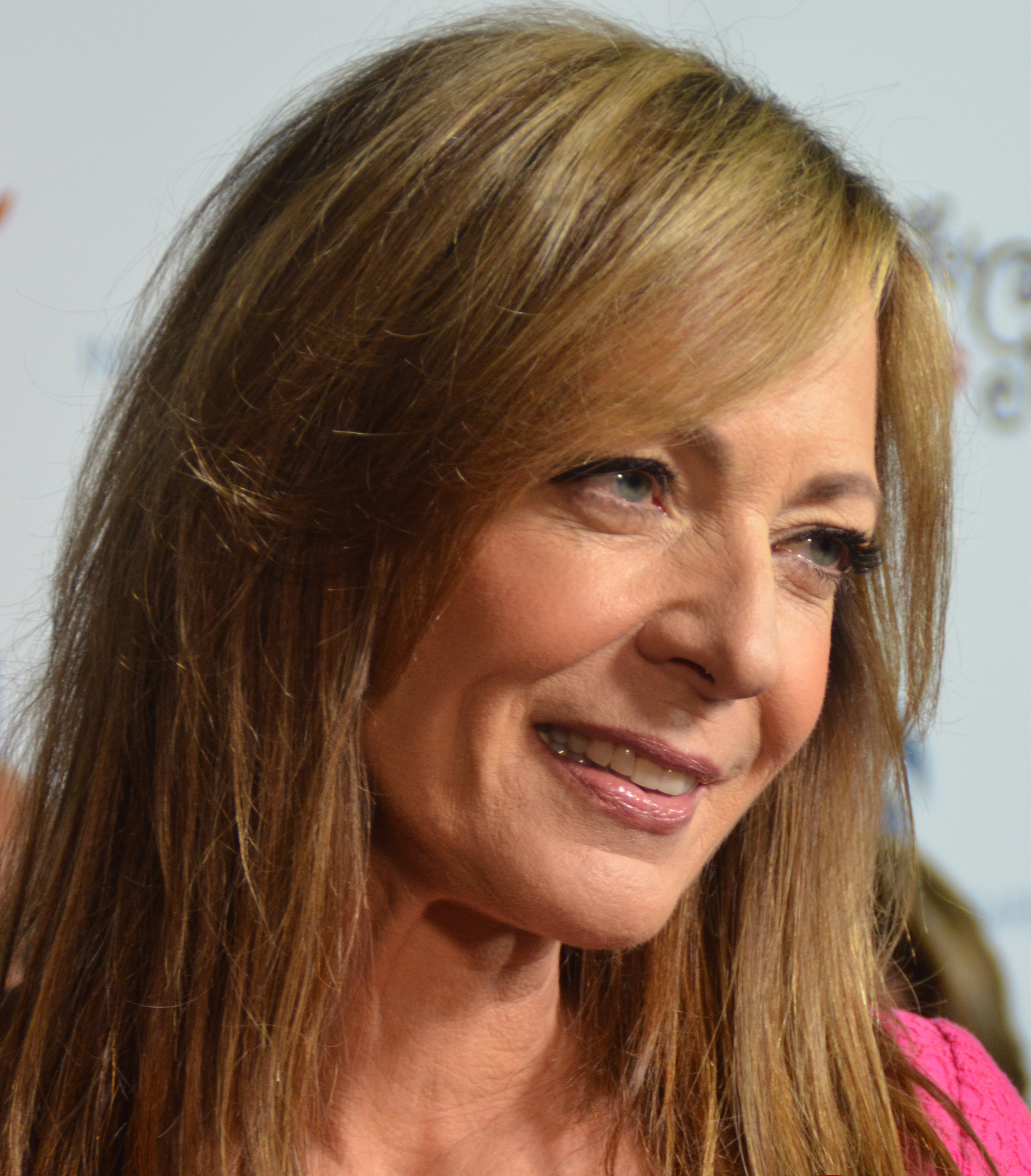
Allison Janney spielt C.J. Cregg

- Rob Lowe als Sam Seaborn, stellvertretender Kommunikationsdirektor des Weißen Hauses (21 Episoden)
- Stockard Channing als Abigail Bartlet, Ehefrau von Präsident Bartlet (9)
- Dulé Hill als Charlie Young, persönlicher Assistent des Präsidenten (21)
- Allison Janney als C.J. Cregg, Pressesprecherin des Weißen Hauses (21)
- Janel Moloney als Donna Moss, Assistentin von Josh Lyman (21)
- Richard Schiff als Toby Ziegler, Kommunikationsdirektor des Weißen Hauses (21)
- John Spencer als Leo McGarry, Stabschef des Weißen Hauses (21)
- Bradley Whitford als Josh Lyman, stellvertretender Stabschef des Weißen Hauses (21)
- Martin Sheen als President Josiah Bartlet, Präsident der Vereinigten Staaten (21)

### Neben- und Gastbesetzung
- Kim Webster als Ginger, Assistentin im Kommunikationsbüro (16)
- NiCole Robinson als Margaret, Assistentin von Leo McGarry (15)
- Melissa Fitzgerald als Carol Fitzpatrick, Assistentin von C.J. Cregg (13)
- Peter James Smith als Ed, Verbindungsperson zum Kongress (9)
- William Duffy als Larry, Verbindungsperson zum Kongress (9)
- Devika Parikh als Bonnie, Assistentin im Kommunikationsbüro (7)
- Renée Estevez als Nancy, Assistentin (7)
- Mary-Louise Parker als Amy Gardner, Lobbyistin und Leiterin der Women’s Leadership Coalition (7) Mary-Louise Parker verkörpert die Lobbyistin Amy Gardner

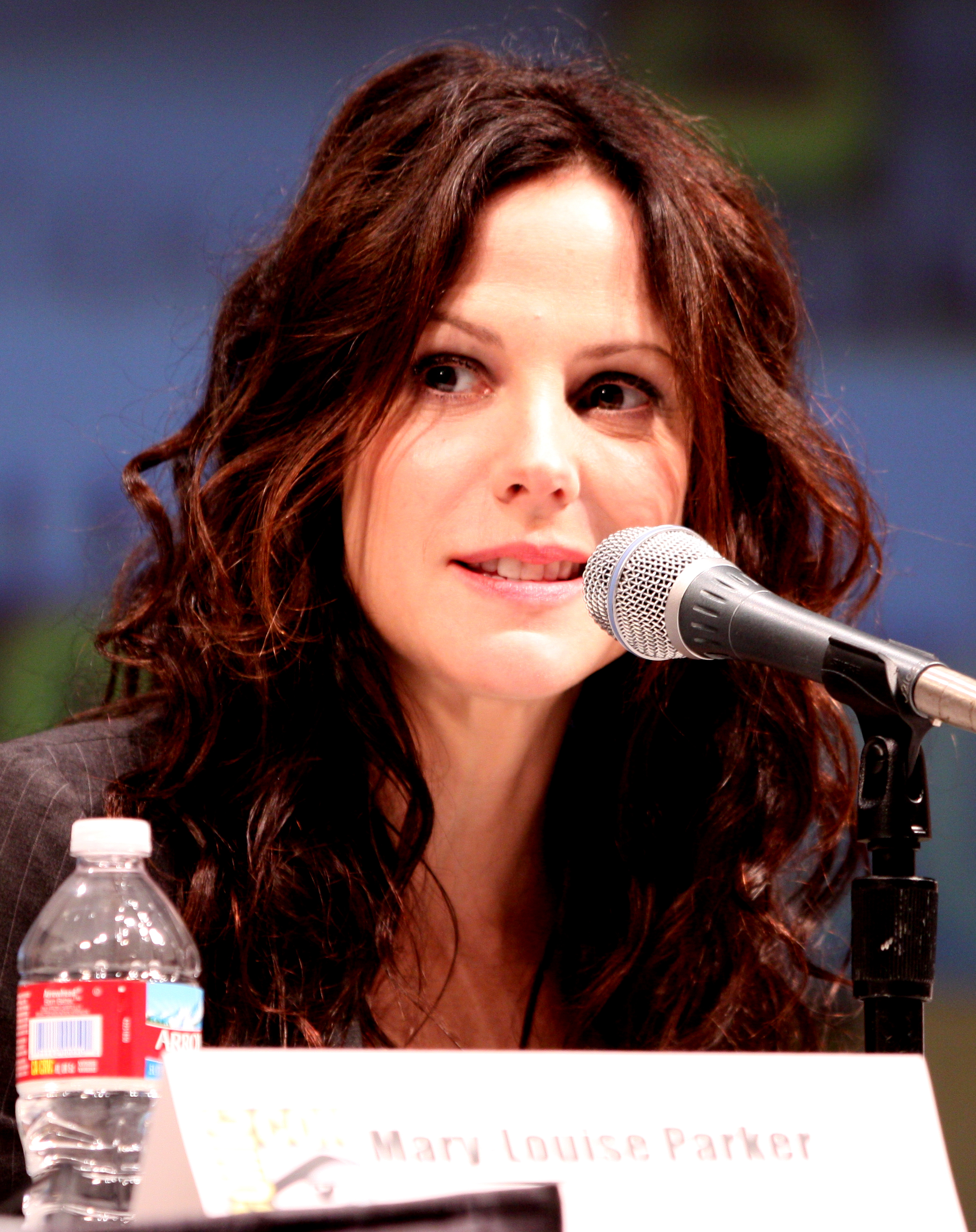
Mary-Louise Parker verkörpert die Lobbyistin Amy Gardner

- Ron Silver als Bruno Gianelli, Wahlkampfmanager von Präsident Bartlet (6)
- Anna Deavere Smith als Nancy McNally, Nationale Sicherheitsberaterin (6)
- Mark Feuerstein als Cliff Calley, republikanischer Berater im Repräsentantenhaus (5)
- John Amos als Admiral Fitzwallace, Vorsitzender der Joint Chiefs of Staff (4)
- Mark Harmon als Secret Service Agent Simon Donovan, Personenschützer von C.J. Cregg (4)
- Emily Procter als Ainsley Hayes, assistierende Rechtsberaterin des Weißen Hauses (3)
- Marlee Matlin als Joey Lucas, Meinungsforscherin (3)
- Oliver Platt als Oliver Babish, Rechtsberater des Weißen Hauses (3)
- Tim Matheson als Vice President John Hoynes, Vizepräsident der Vereinigten Staaten (3)
- Michael O’Neill als Secret Service Agent Ron Butterfield, Leiter des Personenschutzes von Präsident Bartlet (2)
- Joanna Gleason als Jordan Kendall, Anwältin von Leo McGarry (2)
- Adam Arkin als Dr. Stanley Keyworth, Psychiater der American Trauma Victims Association (2)
- Roger Rees als Lord John Marbury, britischer Botschafter in den Vereinigten Staaten (1)
- Hal Holbrook als Albie Duncan, Assistant Secretary of State (1)
- Laura Dern als Tabatha Fortis, United States Poet Laureate (1)
- James Brolin als Robert Ritchie, republikanischer Präsidentschaftskandidat (1)

## Episoden
| Nr. (ges.) | Nr. (St.) | Deutscher Titel                   | Originaltitel                | Erstausstrahlung USA | Deutschsprachige Erstausstrahlung (D) | Regie               | Drehbuch                                                  |
| --- | --------- | --------------------------------- | ---------------------------- | -------------------- | ------------------------------------- | ------------------- | --------------------------------------------------------- |
| 45 | 1         | Manchester (1)                    | Manchester (1)               | 10. Okt. 2001        | 23. März 2009                         | Thomas Schlamme     | Aaron Sorkin                                              |
| Der Präsident verschwendet keine Zeit, seine Absichten einer erfolgreichen Wiederwahl zu verkünden. Trotzdem ist jedem die missliche Lage bewusst, durch die eine Wiederwahl erschwert wird. Hinzu kommen die Reaktion der First Lady und ein aufmüpfiger Diktator in Haiti. Derweil machen die Korrespondenten des Weißen Hauses insbesondere C.J. das Leben schwer. |           |                                   |                              |                      |                                       |                     |                                                           |
| 46 | 2         | Manchester (2)                    | Manchester (2)               | 17. Okt. 2001        | 30. März 2009                         | Thomas Schlamme     | Aaron Sorkin                                              |
| Die schlechte Stimmung verschärft sich, als der Beraterstab des Präsidenten mit dem neuen Wahlkampfmanager Bruno Gianelli und seinen Mitarbeitern aneinandergerät. Zudem ist C.J. darüber besorgt, dass die Presse von möglichen Eheproblemen des Präsidenten Wind bekommen könnte. |           |                                   |                              |                      |                                       |                     |                                                           |
| 47 | 3         | Wie löscht man einen Brand        | Ways and Means               | 24. Okt. 2001        | 6. Apr. 2009                          | Alex Graves         | Aaron Sorkin Handlung: Eli Attie, Gene Sperling           |
| Der Sonderermittler beginnt seine Untersuchungen, woraufhin sich das Weiße Haus unglücklich zeigt und sich einen härteren Ermittler wünscht. Sam und Bruno sind unterdessen über die Loyalität eines mächtigen Führers einer Arbeiterbewegung besorgt, während Toby und Josh von einem Kongresskampf über die Erbschaftssteuer eingenommen werden. Der Gouverneur von Wyoming ist sauer, weil das Innenministerium einen Waldbrand nicht löschen möchte. Weiterhin wird Donna mit einem Mann verkuppelt, der Republikaner ist. |           |                                   |                              |                      |                                       |                     |                                                           |
| 48 | 4         | Stimmenfang                       | On the Day Before            | 31. Okt. 2001        | 13. Apr. 2009                         | Christopher Misiano | Aaron Sorkin H: Paul Redford, Nanda Chitre                |
| An einem arbeitsreichen Abend im Weißen Haus legt der Präsident gegen die Aufhebung der Erbschaftssteuer sein Veto ein. Unterdessen möchte Josh einen demokratischen Gouverneur dazu bewegen, in den Vorwahlen nicht gegen den Präsidenten anzutreten. Im MS-Fall wird Charlie rechtliche Immunität angeboten, woraufhin ihn jeder zur Annahme drängt. C.J. hat währenddessen Schwierigkeiten mit einer Lokalreporterin. |           |                                   |                              |                      |                                       |                     |                                                           |
| 49 | 5         | Kriegsverbrechen                  | War Crimes                   | 7. Nov. 2001         | 20. Apr. 2009                         | Alex Graves         | Aaron Sorkin H: Allison Abner                             |
| Donna muss sich als Erste den Fragen eines Kongressausschuss stellen, der mehr über die Krankheit des Präsidenten erfahren möchte. Unterdessen streitet der Präsident mit dem Vizepräsidenten über Waffenkontrolle. Ein neuer ausländischer Reporter gelangt an ein peinliches Zitat von Toby. Leo und ein General der Air Force unterhalten sich über ein internationales Gericht für Kriegsverbrechen. Sam ist fasziniert von der Idee, den Penny abzuschaffen. |           |                                   |                              |                      |                                       |                     |                                                           |
| 50 | 6         | Abgetaucht                        | Gone Quiet                   | 14. Nov. 2001        | 27. Apr. 2009                         | Jon Hutman          | Aaron Sorkin H: Julia Dahl, Laura Glasser                 |
| 51 | 7         | Indianer in der Lobby             | The Indians in the Lobby     | 21. Nov. 2001        | 4. Mai 2009                           | Paris Barclay       | Allison Abner, Kevin Falls, Aaron Sorkin H: Allison Abner |
| 52 | 8         | Die Frauen von Qumar              | The Women of Qumar           | 28. Nov. 2001        | 11. Mai 2009                          | Alex Graves         | Aaron Sorkin H: Felicia Wilson, Laura Glasser, Julia Dahl |
| 53 | 9         | Bartlet für Amerika               | Bartlet for America          | 12. Dez. 2001        | 18. Mai 2009                          | Thomas Schlamme     | Aaron Sorkin                                              |
| 54 | 10        | Lass die Leute reden              | H. Con-172                   | 9. Jan. 2002         | 25. Mai 2009                          | Vincent Misiano     | Aaron Sorkin H: Eli Attie                                 |
| 55 | 11        | Ohne Seil und doppelten Boden     | 100,000 Airplanes            | 16. Jan. 2002        | 1. Juni 2009                          | David Nutter        | Aaron Sorkin                                              |
| 56 | 12        | Der Harte und der Zarte           | The Two Bartlets             | 30. Jan. 2002        | 8. Juni 2009                          | Alex Graves         | Kevin Falls, Aaron Sorkin H: Gene Sperling                |
| 57 | 13        | Zu viele Köche verderben den Brei | Night Five                   | 6. Feb. 2002         | 15. Juni 2009                         | Christopher Misiano | Aaron Sorkin                                              |
| 58 | 14        | Schachzüge                        | Hartsfield’s Landing         | 27. Feb. 2002        | 22. Juni 2009                         | Vincent Misiano     | Aaron Sorkin                                              |
| 59 | 15        | Tote irische Dichter              | Dead Irish Writers           | 6. März 2002         | 29. Juni 2009                         | Alex Graves         | Aaron Sorkin H: Paul Redford                              |
| 60 | 16        | Poet Laureate                     | The U.S. Poet Laureate       | 27. März 2002        | 6. Juli 2009                          | Christopher Misiano | Aaron Sorkin H: Laura Glasser                             |
| Nach einem Fernsehinterview bezeichnet Präsident Bartlet seinen möglichen Gegenspieler im anstehenden Präsidentschaftswahlkampf, Robert Ritchie, indirekt als ungeeigneten Kandidaten. Toby wird darauf aufmerksam und realisiert, dass die Aussage gesendet wurde. Donna entdeckt unterdessen im Internet eine Fanseite über Josh. Er weist sie an, im dazugehörigen Forum in seinem Namen eine Antwort zu verfassen. Toby verabredet sich mit der Poet Laureate Tabatha Fortis. Sie droht damit, auf einer vom Präsidenten veranstalteten Feier, die Unterzeichnung des Verbots für Landminen zu fordern. Während die Diskussionen über die Aussage des Präsidenten im Laufe der Woche zunehmen, revidiert C.J. diese nur halbherzig. Nach der Forderung eines Abgeordneten veranlasst Sam die Beförderung von Ainsley Hayes zur stellvertretenden Rechtsberaterin. Toby macht Tabatha bei einer Besichtigungstour deutlich, dass die von ihr beabsichtigte Forderung nicht die Landminen, sondern ihren Streit mit dem Präsidenten in den Fokus rücken würde. Nachdem er im Forum eine Antwort erhalten hat, veranlasst Josh eine weitere Reaktion. C.J. gewinnt Kenntnis von seinen Aktivitäten und verbietet ihm weitere Interaktionen mit den Nutzern der Seite. Abschließend bittet Tabatha Toby erfolgreich um ein Einzelgespräch mit dem Präsidenten, um ihm von ihren persönlichen Eindrücken berichten zu können. Vor einer Pressekonferenz des Präsidenten wird C.J. für ihre Arbeit bezüglich seines Kommentars zu Ritchie gelobt. Sie realisiert nun endgültig, dass der Präsident die Aussage mit Absicht tätigte, um eine Diskussion über die Intelligenz beider Kandidaten ins Rollen zu bringen. |           |                                   |                              |                      |                                       |                     |                                                           |
| 61 | 17        | Politik und Alkohol               | Stirred                      | 3. Apr. 2002         | 13. Juli 2009                         | Jeremy Kagan        | Aaron Sorkin, Eli Attie H: Dee Dee Myers                  |
| 62 | 18        | Innere und äußere Feinde          | Enemies Foreign and Domestic | 1. Mai 2002          | 20. Juli 2009                         | Alex Graves         | Paul Redford, Aaron Sorkin                                |
| 63 | 19        | Das kleine Schwarze von Vera Wang | The Black Vera Wang          | 8. Mai 2002          | 27. Juli 2009                         | Christopher Misiano | Aaron Sorkin                                              |
| 64 | 20        | Wir haben Yamamoto getötet        | We Killed Yamamoto           | 15. Mai 2002         | 3. Aug. 2009                          | Thomas Schlamme     | Aaron Sorkin                                              |
| 65 | 21        | Posse Comitatus                   | Posse Comitatus              | 22. Mai 2002         | 10. Aug. 2009                         | Alex Graves         | Aaron Sorkin                                              |

## Auszeichnungen
Die dritte Staffel wurde bei der Primetime-Emmy-Verleihung 2002 15-mal nominiert. In vier dieser Kategorien konnte die Staffel die Auszeichnung gewinnen. Wie im Vorjahr wurden Allison Janney als beste Nebendarstellerin und die Serie in der Kategorie Beste Dramaserie ausgezeichnet. Darüber hinaus gewannen John Spencer als bester Nebendarsteller und Stockard Channing als beste Nebendarstellerin jeweils eine Auszeichnung. Weiterhin wurden Martin Sheen als bester Hauptdarsteller, Dulé Hill, Richard Schiff und Bradley Whitford als beste Nebendarsteller nominiert. Auch Mary-Louise Parker erhielt eine Nominierung. Gleiches gilt für Tim Matheson, Mark Harmon und Ron Silver, die in ihren Rollen als beste Gastdarsteller nominiert wurden.